# Pilosella flagellaris
Pilosella flagellaris (нечуйвітер повзучопагоновий, нечуйвітер вусиковий) — вид рослин з родини айстрових (Asteraceae), поширений у Європі та Грузії.

## Опис
Багаторічна трава 12–40 см заввишки. Залозок на листочках обгорток1 значно більше, ніж волосків. Пагони довгі, товстуваті, нерідко гіллясті або флагелеподібні. Прикореневі листки розеткові, цілі, (4)6–12(16) × 1.4–2.2(2.6) см, зелені. Приквітки лінійно-ланцетні, чорно-зелені Квітки ланцетні, довжиною до 10 мм, жовті Сім'янки довжиною 1.6–2 мм, темні.

## Поширення
Поширений у Європі та Грузії.
В Україні вид зростає на луках і узліссях — у Карпатах, Прикарпатті, Розточчі-Опіллі, Поліссі й Лісостепу.